# Список альпіністів і скелелазів
Список альпіністів і скелелазів — список людей, які відзначились своєю діяльністю в таких видах спорту, як альпінізм, скелелазіння (в тому числі і боулдеринг), та також в льодолазінні.

## А

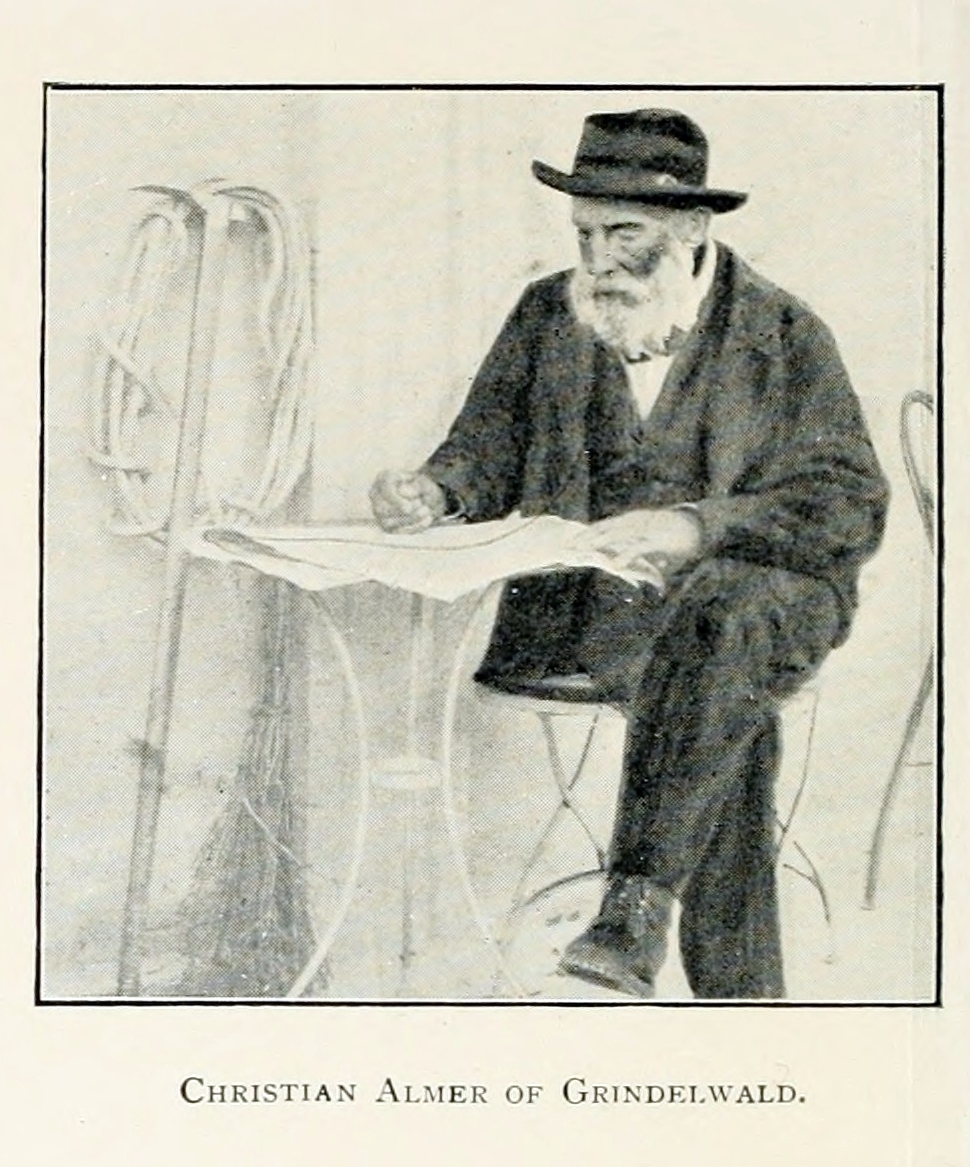
Крістьян Алмер

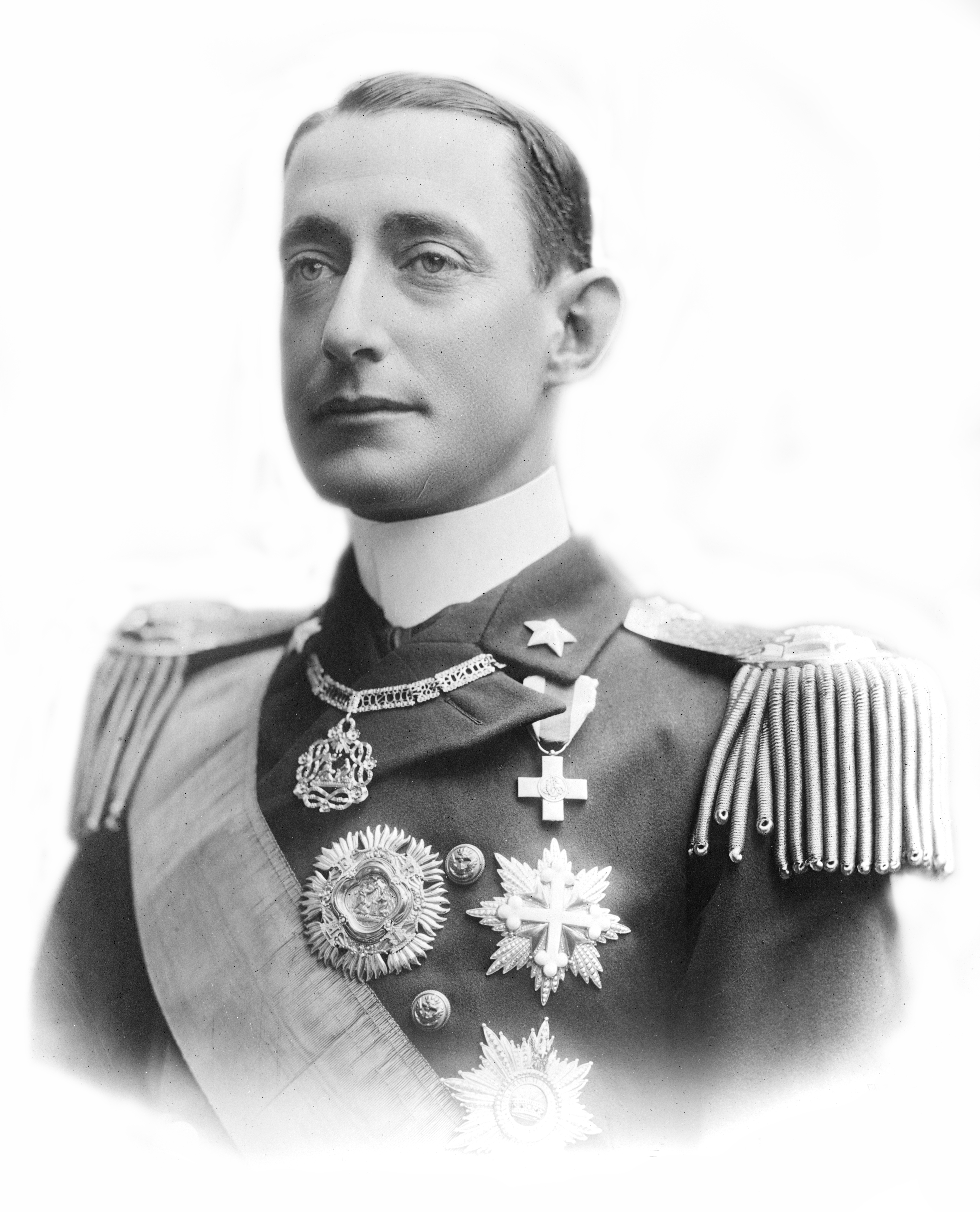
Принц Луїджі Амедео, Герцог Абруззський

- Віталій Абалаков (1906—1992) — Росія, піднявся на Пік Абу Алі ібн Сіни (1934) та Хан-Тенгрі (1936)
- Абалаков Євген Михайлович (1907—1948) — Росія, піднявся на Пік Ісмаїла Самані (1933)
- Премлата Агарвал (1963 —) — Індія, перша індійська жінка, яка зуміла покорити всі Сім вершин
- Х. П. С. Ахлувалія (1965 —) — Індія, піднявся на Еверест у 1965
- П'єр Аллан (1904—2000) — Франція, боулдеринг в Фонтенбло, винайшов гумове взуття для скелелазання
- Крістьян Алмер (1826—1898) — Швейцарія, численні підйоми, в тому числі на гору Айгер
- Ашраф Аман (1943 —) — Пакистан, перший пакистанець, який піднявся на гірську вершину Чоґорі
- Луїджі Амедео, Герцог Абруззський (1873—1933) — Італія, перший підйом на Гору Святого Іллі частину гірського пасма Рувензорі
- Пат Амент (1946 —) — США, скелелаз і піонер боулдерінгіст
- Мельчор Андерегг (1827—1912) — Швейцарія, гід, численні підйоми на нові траси гірського масиву Монблан
- Конрад Анкер (1963 —) — США, найшов тіло померлого Джорджа Меллорі на горі Еверест у 1999 році
- Тайлер Армстронг (2004 —) — США, in 2013, наймолодший альпініст, що піднявся в віці 9 років на гору Аконкагуа
- Мелісса Арнот (1983 —) — США, п'ять підйомів на Еверест
- Армандо Асте (1926 —) — Італія, перший італієць на горі Айгер
- Пітер Етанс (1957 —) — США, сім підйомів на Еверест
- Пітер Ауфшнайтер (1899—1973) — Австрія, Альпініст і супутник Генріха Харрера (як описано в Сім років в Тибеті)

## Б

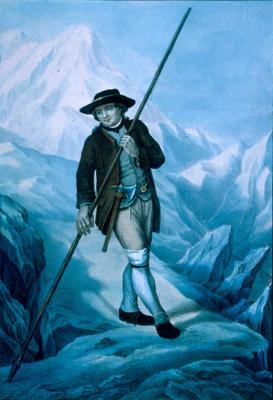
Жак Бальма

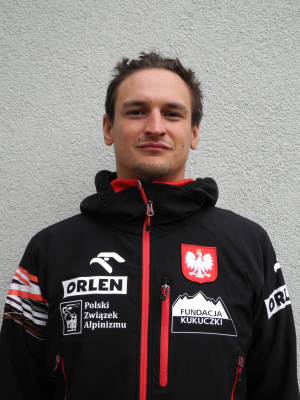
Адам Бєлецкі

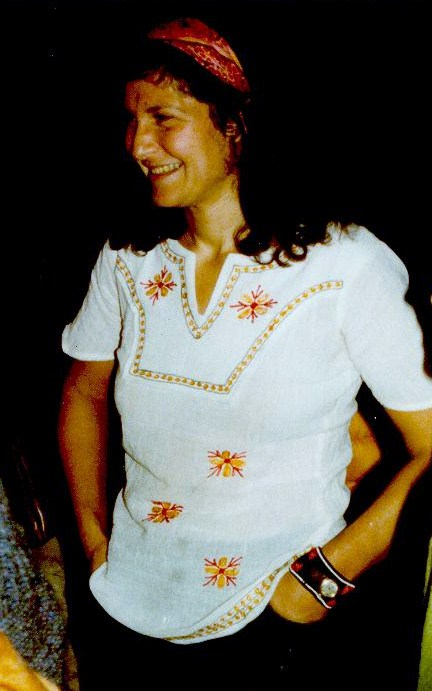
Арлен Блум

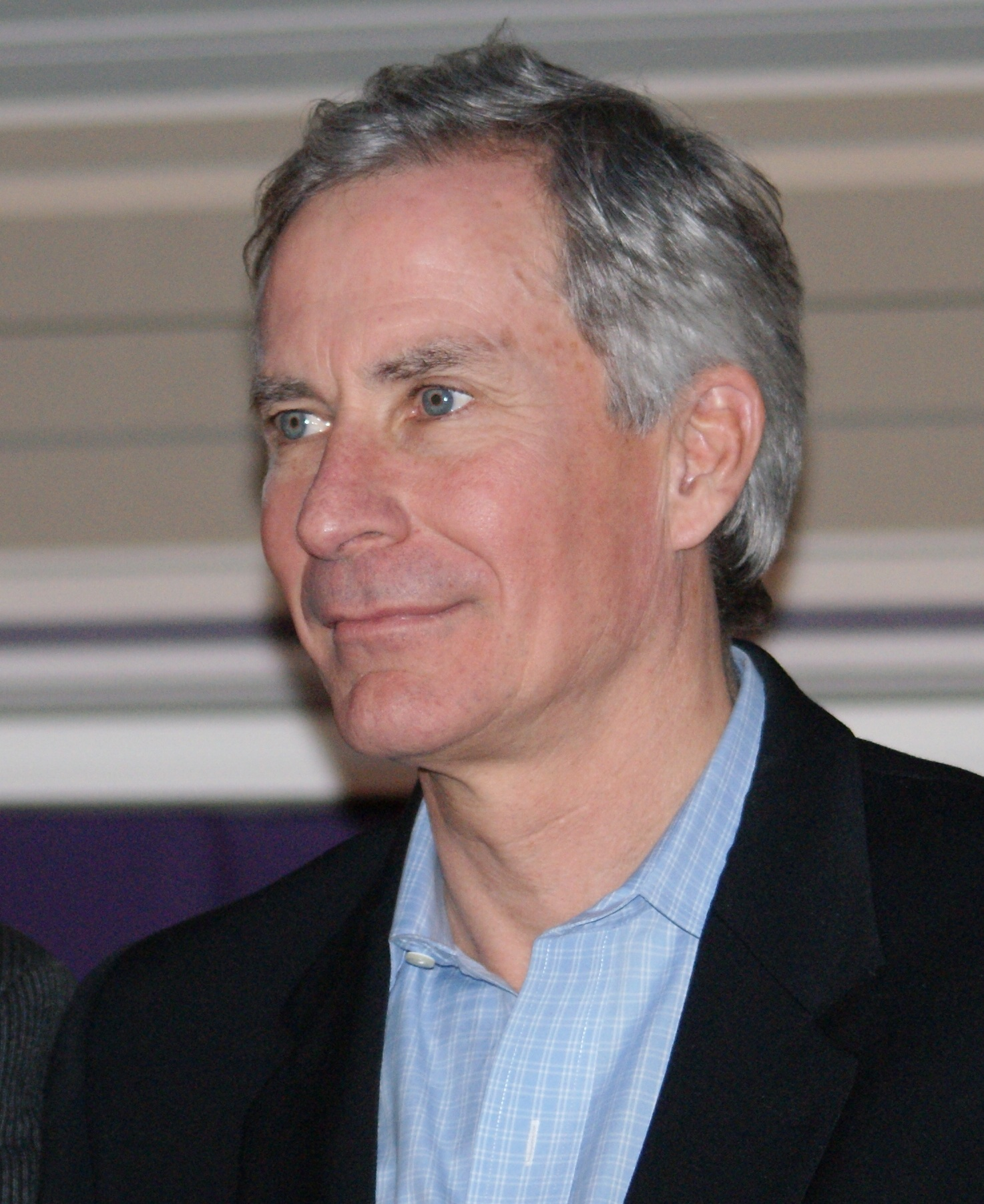
Дейвід Брішірс

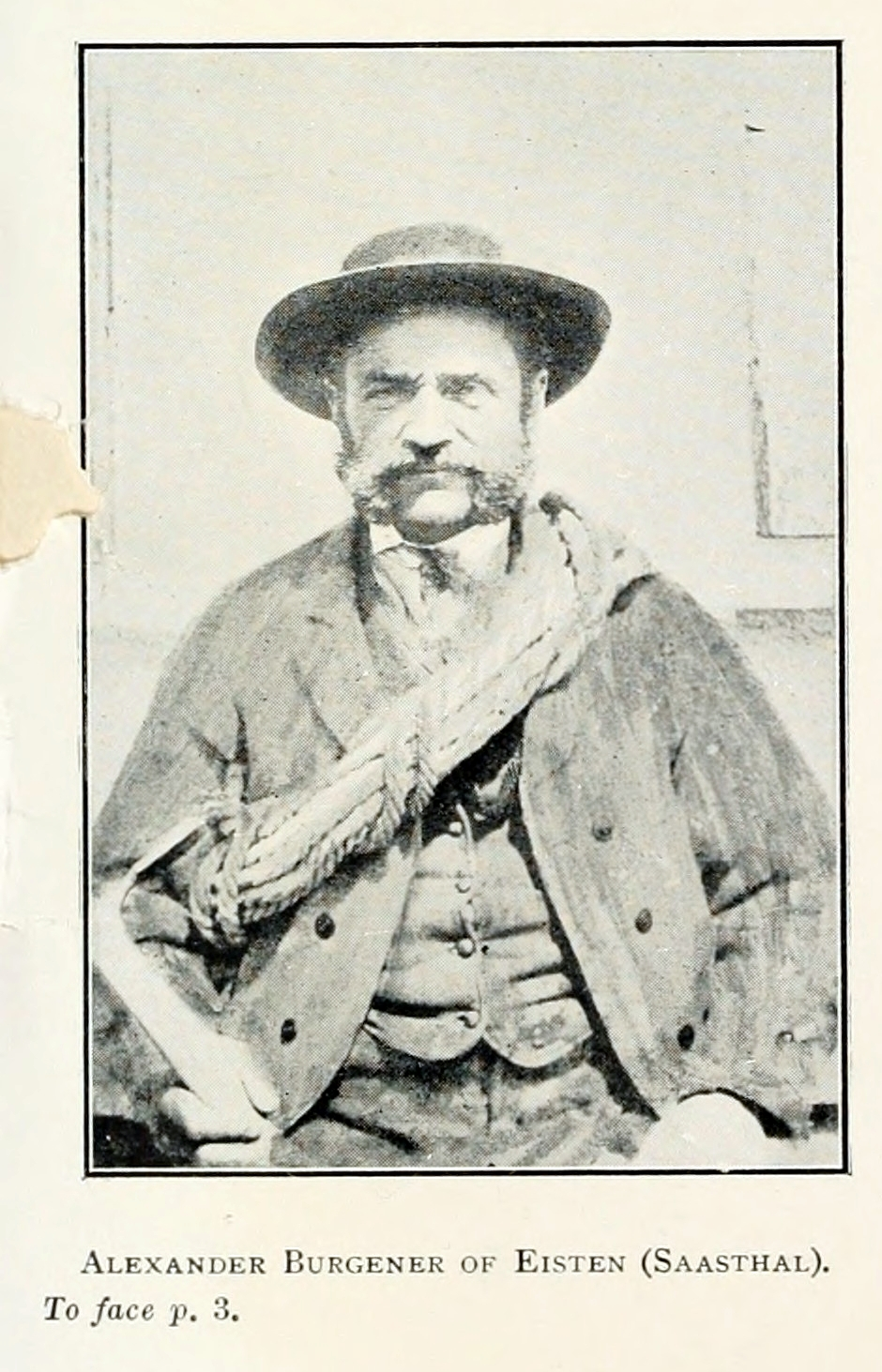
Александер Бургенер

- Саміна Байг — Гілгіт-Балтистан, 3-тя пакистанка та одна єдина пакистанська жінка, яка піднялась на Джомолунгму
- Джон Бейчер (1957—2009) — США, піднімався на Йосеміті, займався вільним скелелазанням
- Джон Болл (1818—1889) — Ірландія, натураліст і альпініст, автор путівників по Альпах, перший президент альпійського клубу (1857)
- Жак Бальма (1762—1834) — Савойське герцогство, гід по Шамоні, перший підйом на Монтбланк (1786)
- Джордж Бенд (1929—2011) — Велика Британія, експедиція на Еверест (1953), перший підйом на Канченджанґа (1955)
- Кінга Барановська
- Анна Баранська
- Генрі Барбер (1953 —) — США, провідний американський альпініст у 1970-х роках
- Анджей Баргєль — поточний рекордсмен у швидкості отримання Сніжного барсу і поточний рекордсмен Ельбрус
- Лілліан і Мауріц Баррард (1948—1986 і 1941? — 1986) — Франція, Гашербрум II (1982), Нанга Парбат (1984, перша жінка), обоє загинули під час катастрофи на К2.
- Чарлс Баррінгтон (1834—1901) — Велика Британія, перший підйом на Айгер(1858)
- Річард Басс (1929 —) — США, бізнесмен та любитель альпініст, перший хто покорив всі сім вершин (1985)
- Роберт Хікс Бейтс (1911—2007) — США, перший підйом на Лукейнію (1937), спроби підйому на К2 (1938 та 1953)
- Марк Бейфой (1764—1827) — Велика Британія, чотири підйоми на Монтбланк (1787)
- Фред Бекей (Фрідріх Вольфганг Бекей) (1923 —) — Німеччина/США, багато перших підйомів в США та Канаді
- Бентлі Бітам (1886—1963) — Велика Британія, брав участь в експедиція на Джамалунгу 1924; піонер скелелазіння по борровдейл (Озерний край)
- Джордж Ірвінг Белл (1926—2000) — США, фізик, біолог та альпініст, перший підйом на Машербрум (1960), врятований в К2 (1953)
- Гертруд Белл (1868—1926) — Велика Британія, багато підйомів по Альпах
- Мацей Бербека (1954—2013) — перший переможець восьмитисячників: Манаслу, Чо-Ойю, Броуд-пік
- Хосуне Березярту (1972 —) — Баски (Іспанія), альпіністка; перша жіноча альпіністка скелелазання в шкалі 9a/5.14d
- Дідьєр Бертод — Швейцарія, виступила в Перший Підйом
- Адам Бєлецкі (1983 —) — перший підйом взимку на восьмитисячники: Хідден-пік та Броуд-пік
- Ізабелла Бирд (1831—1904) — Велика Британія, мандрівник, письменниця і природничий історик
- Баррі Бланчард (1959 —) — Канада, гід; перший підйом на Гору Святого Іллі (Аляска)
- Смоук Бланчард (1915—1989) — США, розвинена область боулдерінгу в ботарійському районі
- Карл Блодіг (1859—1956) — Австрія, альпініст, оптик та журналіст; перший піднявся на всі 4,000 м вершини Альп
- Арлен Блум (1945 —) — США, перша американка на горі Еверест, очолила перше жіноче сходженна на Аннапурну
- Пітер Бордмен (1950—1982) — Велика Британія, Еверест 1975, західна Стіна Чангабанг (1976), Канченджанґа — 1979, помер на Евересті разом з Джо Таскером
- Еммануель Буало де Кастельно (1857—1923) — Франція, перший підйом на Ла Мейже з батьком та сином П'єр Гаспард (1877)
- Жан-Марк Бваван (1951—1990) — Франція, показник екстремальний сходжень та спусків
- Волтер Бонатті (1930—2011) — Італія, альпініст і письменник, сольні нові маршрути по Ле Дрю і Маттергорн
- Сір Кріс Бонінгтон (1934 —) — Велика Британія, перший підйом на Центральний Стовп Френі (1961), Аннапурна II (1960), Нупцзе (1961), Кордильєра-дель-Пайне (1962–3), Еверест (1985)
- Томас Джордж Бонні (1833—1923) — Велика Британія, геолог і альпініст, президент альпійського клубу
- Алестер Борсвік (1913—2003) — Шотландія, альпініст та автор «Завжди трохи далі»
- Крістін Боскофф (1967—2006) — США, 6 8,000 м піків, двічі на гору Еверест, померла на горі Генє
- Букреєв Анатолій Миколайович (1958—1997) — Росія, піднявся на 8,000 м пікі без додаткового кисню, помер на Аннапурні у 1997 році
- Лулу Булаз (1908—1991) — Швейцарія, декілька підйомів та перший жіноче сходження на Альпи
- Том Боурдільйон (1924—1956) — Велика Британія, Чо-Ойю (1952), британська експедиція на Еверест (1951, 1952, 1953), Південний саміт Евересту (1953), помер на Ягіхорн
- Стіпе Бозіц (1951 —) — Югославія, всі сім вершин, другий європеєць, який двічі покорив Еверест
- Лідія Брейді (1961 —) — Нова Зеландія, перша жінка, що піднялася на гору Еверест без додаткового кисню (1988)
- Самуель Бравонд (1898—2001) — Швейцарія, політик та гід; перший підйом на північно-східний хребет Айгера (Mittellegigrat) (1921)
- Давід Брідшірс (1956 —) — США, двічі сходив на Еверест, режисер фільму Еверест
- Мета Бріворт (1825—1876) — США, альпіністка вікторіанської епохи, цьоя В. А. Б. Кулідж
- Расселл Брайс (1952 —) — Нова Зеландія, найшвидший одиночний підйом без кисню на Чо-Ойю та Ама-Даблам
- Джім Брідвелл (1944 —) — США, альпініст, перший одноденний підйом на скелю Ель Капітан у 1975
- Дейвід Бровер (1912—2000) — США, виконавчий директор клубу Сьєрра і Йосмітський альпініст
- Джо Браун (1930 —) — Велика Британія, альпініст, перший підйом на західню сторону Ажіль де Блатьєр, Канченджанґу (1955), Музтаг-Тауер
- Кейті Браун (1981 —) — США, виграв X ігри 1995 року та чемпіонат світу юніорів зі сходження
- Джеффрі Брюс (1896—1972) — Велика Британія, у 1922 році зібрався на 8,300 м (Еверест) під час свого першого гірського сходження
- Херманн Буль (1924—1957) — Австрія, перший підйом наНангапарбат (1953), Броуд-пік (1957), помер на вершині Чоголіза
- Александер Бургенер (1845—1910) — Швейцарія, перший підйом на Маттергорн, Ажіль ду Грепон, Леншпітз, Ле Дрю
- Жан Бурдан (ок. 1300—1358) — Франція, піднявся на Венту перед Петраркою

## К

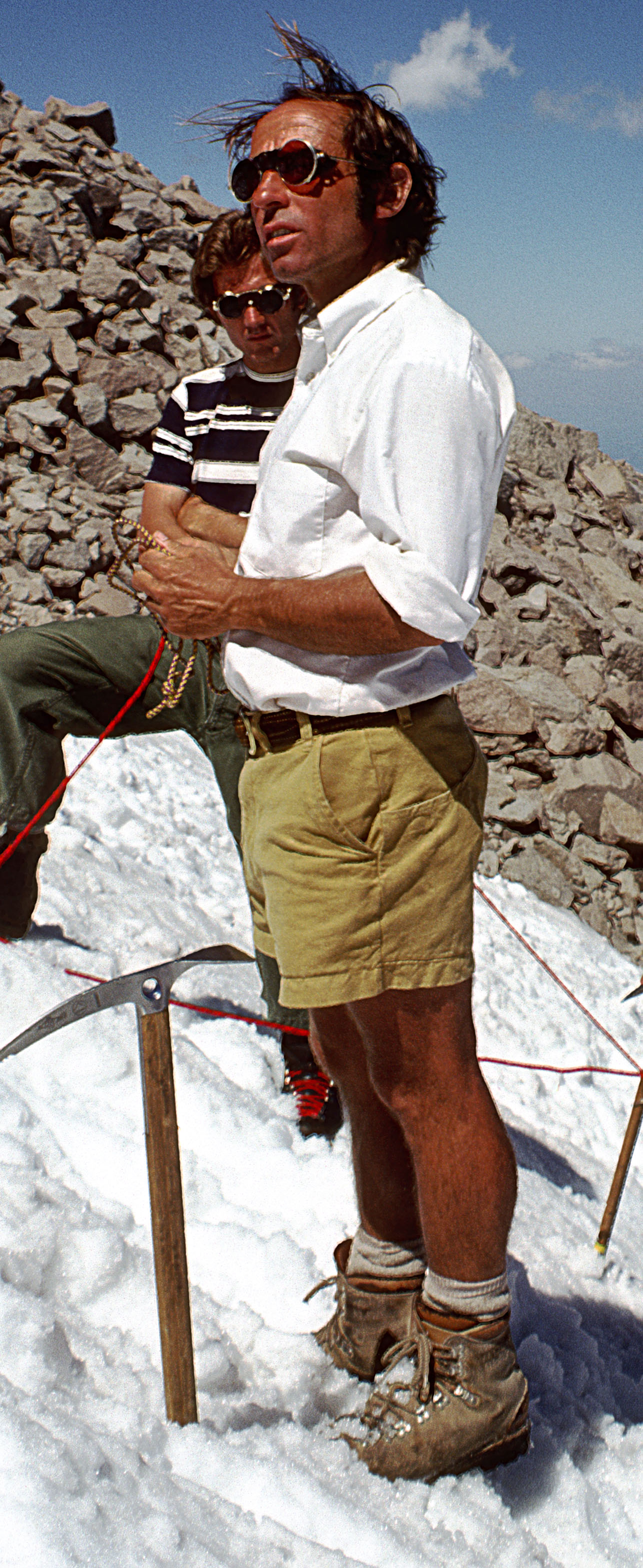
Івон Чуйнард

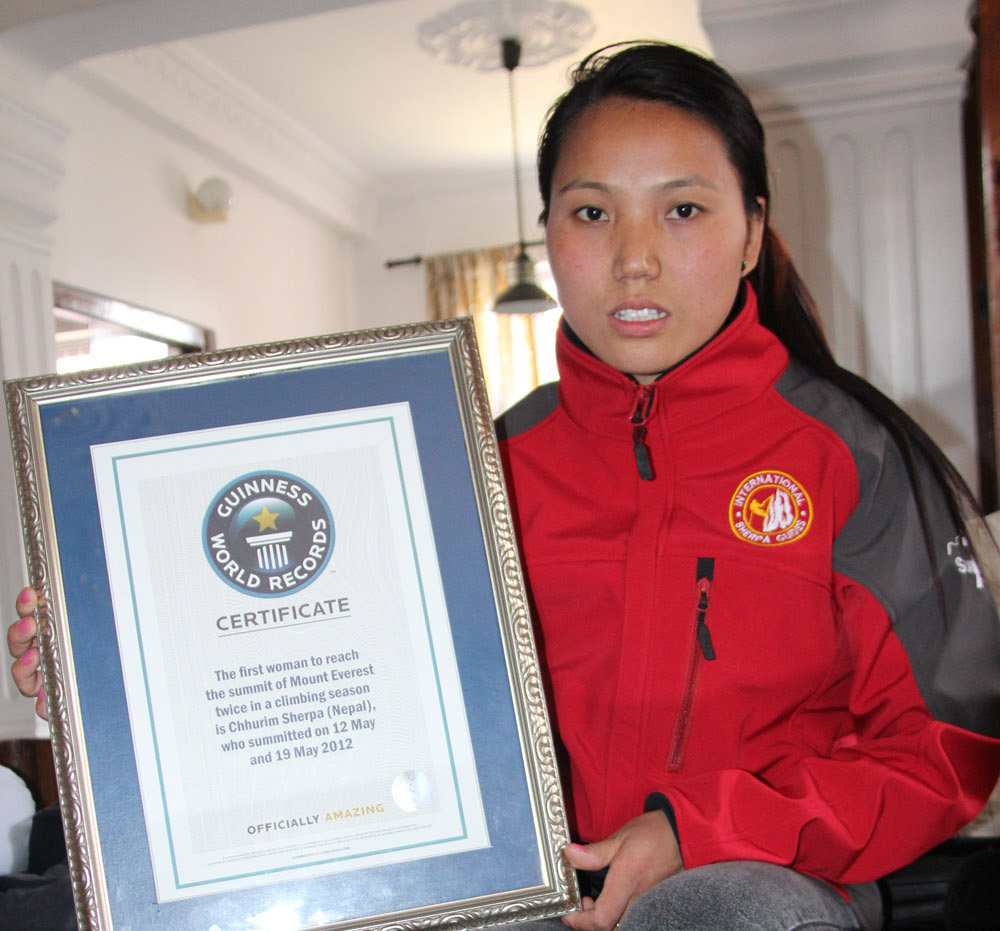
Чхурім

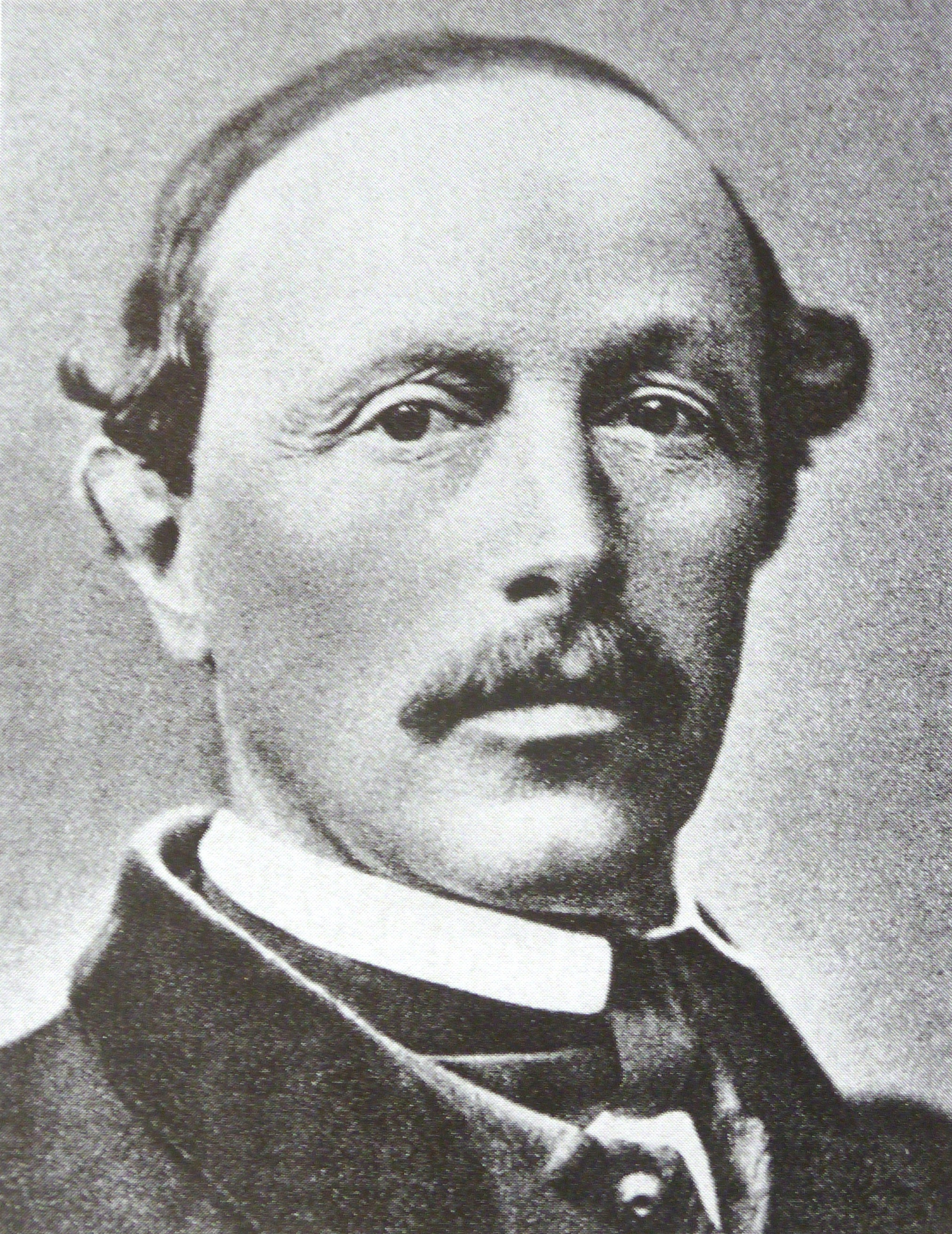
Йоханн Коуз

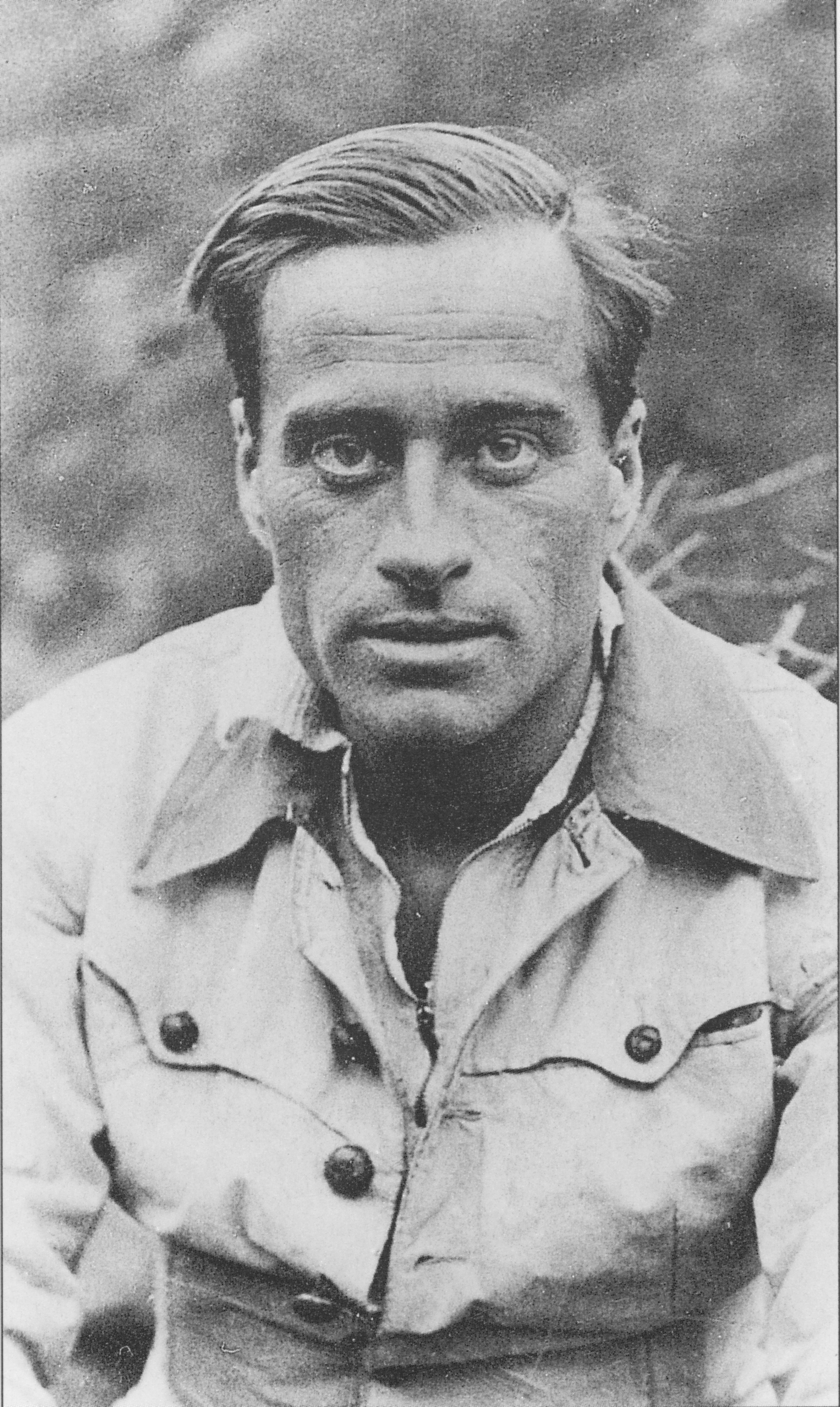
Еміліо Комічі

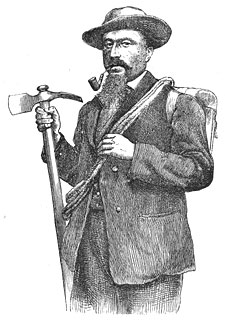
Мішель Кроз

- Томмі Колдвелл (1978 -) — США, альпініст, вільне скелелезання на Ель Капітан
- Уна Камерон (1904—1987) — Велика Британія, підйоми на Альпи, Кауказ, Африку
- Луї Рамон де Карбонньєр (1755—1827) — Франція, вчений і піренейський піонер
- Кім Карріган (1958 -) — Австралія, провідний технічний скелелаз 1980-х років
- Карлос Карсольйо (1962 —) — Мексика, 14 восьмитисячників (1985—1996)
- Ріккардо Кассін (1909—2009) — Італія, перший підйом на північно-східну частину Піц Баділе(1937); Гранд-Жорас (1938); Деналі (1961)
- Крістіна Кастанья (1977—2009) — Італія, перша італійка на Макалу
- Людвік Хавубіньські
- Арман Шарлет (1900—1975) — Франція, багато перших підйомів на Масив Монблан
- Ізабелла Шарлет-Стрейтон (1838—1918) — Велика Британія, перші підйоми в Альпи, перше зимове сходження на Монблан (1876)
- Махім Чая (1961 -) — Ліванн, Еверест (2006), Сім вершин та Три полюси
- Чхурім (1984 -) — Непал, перша жінка, яка здобула вершину Еверест двічі за тиждень
- Рената Хлумска (1973 -) — Швеція, перша шведка, яка піднялась на Еверест (1999)
- Івон Чуйнард (1938 -) — США, піонер альпінізму в Йосеміті, засновник Блек Даймонд Еквіпмент та марки Патагонія
- Лешек Ціхи — перший підйом взимку на Еверест
- Джон Кларк (1945—2003) — Канада, дослідник та вихователь життя на природі, понад 600 перших підйомів на Береговий хребет в Британській Колумбії
- Верн Клевенджер (1955 -) США, перший підйом на Чолатцзе (1982), незчисленні підйоми на Сьєрру-Неваду
- Іян Клоуг (1939—1970) — Велика Британія, перший підйом на Ам Буачаілль (1968), перший англієць, який покорив північну стіну Айгера (1962), помер на Аннапурні
- Норман Клайд (1886—1972) — США, піонер каліфорнійської частини Сьєрри-Невади[1]
- Йоханн Коаз (1822—1918) — Швейцарія, перший підйом на пік Берніна
- Дж. Норман Коллі (1859—1942) — Велика Британія, перший підйом на Бен-Невіс, Нангапарбат — експедиція (1895)
- Еміліо Комічі (1901—1940) — Італія, перший підйом на північну сторону Тре Чіме ді Лаворедо (1933) разом з Аджело та Джузеппе Дімаї, помер в долині Валь-Гардена (нещасний випадок)
- Ахілл Компаньйоні (1914 -) — Італія, перший підйом на К2 (1954) разом з Ліно Лачеделлі
- Херб і Джен Конн (Херб: 1921—2012) — США, піонери скелелазіння на таких територіях як Кардрок в Меріленді, Сенека Рокс в західній Вірджинії, а також в Блек-Гіллс в південній Дакоті
- Вільям Мартін Конвей (1856—1937) — Велика Британія, картограф і дослідник (Каракорам, Шпітзберген, Анди і Альпи)
- Кентон Кул (1973 -) — Велика Британія, Еверест (10 раз)
- В. А. Б. Кулідж (1850—1926) — США, 1700 експедицій в Альпи, альпійський історик
- Джанн Коракс (1967 -) — Швеція, мандрівник та авантюрист
- Енрі Кордьєр (1856—1877) — Франція, перший підйом на Егью дю Плат дю ля Селль, Ле Друат (східна частина) (1876) — помер на Ле Пралет
- Партік Кордьєр (1947—1996) — Франція, перший підйом на Норвейс Тролл Волл (1967), одиночний підйом на Ель Капітан, Йосеміте (1973), перші підйоми на Масив Монблан
- Жан Квізі (1955 -) — Франція, перший підйом на Макалу з Ліонель Террай
- Люсі Крімер (1971 -) — британський чемпіон альпініст
- Пітер Крофт (1958 -) — Канада, альпініст та гід, велика кількість перших підйомів на Сьєрру-Неваду, автор книги — «Добрий, хороший, чудовий»
- Алестер Кровлі (1875—1947) — Велика Британія, окультист, письменник, гірський альпініст, керував ранніми експедиціями на К2 та Канченджанґу
- Мішель Кроз (1830—1865) — Франція, багато перших підйомів, помер невдовзі після сходження на Маттергорн
- Джон Каннінгам (1927—1980) — Шотландія, піонер нової техніки льодового сходження
- Бронісвав Чех
- Анна Червіньська (1949 -) — Польща, найстарша жінка, яка здобула Еверест (в віці 50-ти років), перша полька, яка покорила Сім вершин
- Анджей Чок

## Д

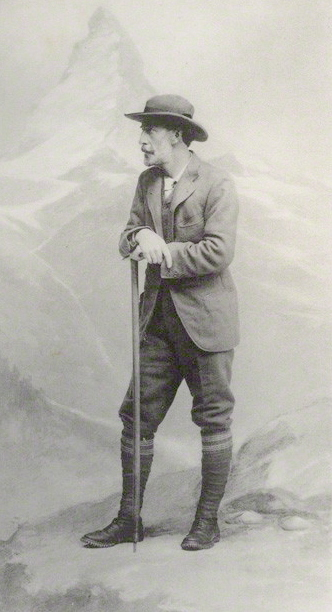
Клінтон Томас Дент

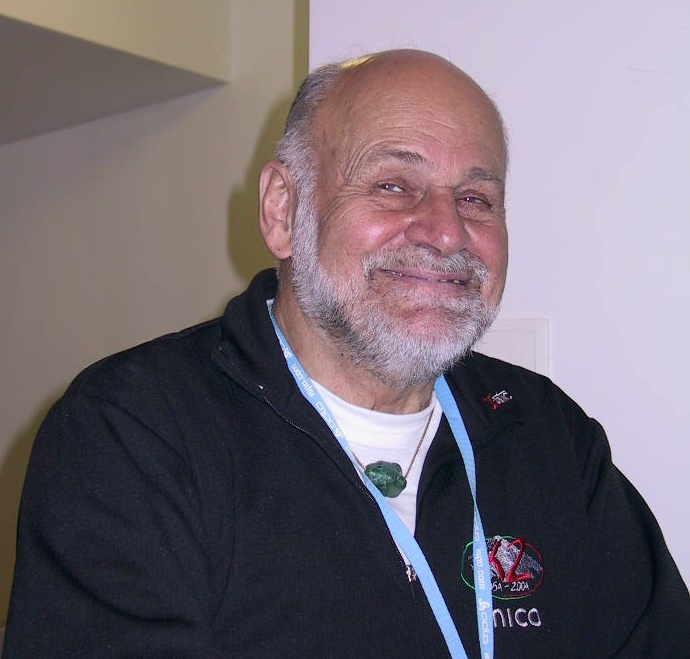
Курт Дімбергер

- Кальпана Даш (1966 -) — Індія, перша жінка за штату Одіша, яка взібралася на гору Еверест (2008)
- Стіф Дейвіс (1973 -) — США, друга жінка, яка за один день використовуючи метод вільного скелелазіння дісталась на Ель-Капітан
- Джонні Дейвс (1964 -) — Велика Британія, альпініст, ввів дві нові ступені до британської системи скелелазіння
- Хосе Антоніо Дельгадо (1965—2006) — Венесуела, п'ять восьмитисячників (1994—2006), помер на Нангапарбат
- Клінтон Томас Дент (1850—1912) — Велика Британія, Кавказ, Альпи, перші підйоми на Леншпітз (1870), Егью дю Дрю (1878)
- Ардіто Десьйо (1897—2001) — Італія, геолог та альпініст, лідер першої експедиції на К2 (1954)
- Кетрін Дествілль (1960 -) — Франція, перша жінка, яка взимку соло взібралась на північну частину Айгера
- Курт Дімбергер (1932 -) — Австрія, перший підйом на Броуд-пік (1957) і Дхаулагірі (1960), підйом на К2
- Ян Двугош — альпініст
- Ганс Крістіан Досет (1958—1984) — Норвегія, підйом на східну частину Вежі Транго (1984), помер під час спуску
- Лорд Френсіс Дуглас (1847—1865) — Шотландія, помер під час спуску після сходу на Маттергорн
- Ганс Дюльфер (1892—1915) — Німеччина, альпініст, убитий у першій світовій війні
- Хаятуллах Кхан Дуррані (1962 -) — Пакистан, альпініст та скелелаз
- Гюнтер Диренфурт (1886—1975) — Німеччина/Швейцарія, гімалайський дослідник, вів німецьку експедицію на Канченджанґу (1930, 1931)[2]

## Е
- Джейм Екклс (1838—1915) — Велика Британія, перші підйоми на Масив Монтбланк
- Оскар Екенштайн (1859—1921) — Велика Британія, альпініст, скелелаз і боулдерінгіст
- Патрік Едлінгер (1960—2012) — Франція, альпіністЄ, здобувця багатьох нагород, виступив в декількох фільмах про альпінізм
- Зсолт Еросс (1968—2013) — Угорщина, 10 восьмитисячників (два з протезом ноги), помер під час спуску з Канченджанґи
- Сюзан Ершлер (1956 -) — США, перша одружена пара, яка разом здобула всі сім вершин (чоловік — Філ Ершлер)
- Лейла Есфандярі (1970—2011) — Іран, перша іранка, яка взійшла на Нангапарбат; померла на горі Гашербрум II
- Дженс Есмарк (1763—1839) — Норвегія, перший підйом на Сногетта (1798) і Гаустатоппен, вела першу експедицію на Бітігорн
- Нік Есткоурт (1942—1978) — Велика Британія, помер під час лавини (К2)
- Чарльс Іванс (1918—1995) — Велика Британія, Альпи, Уельс, лідер першої експедиції на Канченджанґу
- Джон Евбанк (1948 -) — Австралія, піонер австралійського скелелазіння, винайшов шкалу вимірку складності скелелазіння

## F

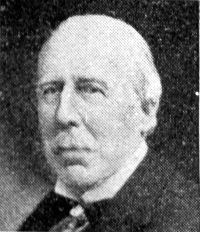
Дуглас Фрешфілд

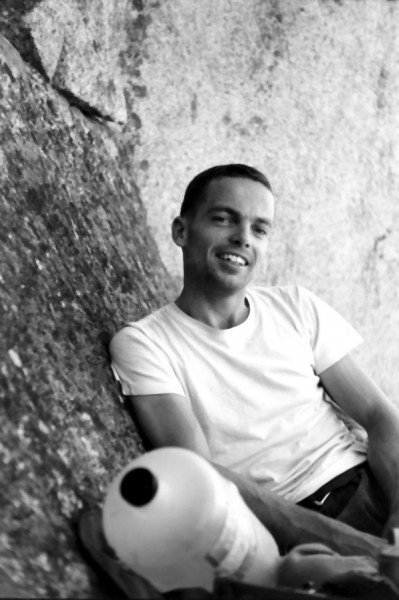
Том Фрост

- Фреда ду Фор (1882—1935) — Австралія, перша жінка взійшла на гору Кука
- Рон Фавсетт (1955 -) — Велика Британія, один з перших професійних альпіністів скелелазів
- Сью Фір (1963—2006) — Австралія, п'ять восьмитисячників, помер під час падіння Манаслу
- Едмунд Фебрюарі — Південна Африка, відкрив понад 500 шляхів через Африку
- Рудольф Ферманн (1886—1947) — Німеччина, піонер скелелазіння по Ельбських Піщаних Горах
- Дарбі Філд (1610—1649) — Ірландія, перший європеєць покоривший гору Вашингтон (1642)
- Джордж Інгл Фірч (1888—1970) — Австралія, досягнув 8, 300 м під час експедиції на Еверест у 1922; покорив північну частину Дан Д'Еран
- Скотт Фішер (1955—1996) — США, Лхоцзе 1990, К2 1992, Еверест 1994; помер в 1996 під час трагедії на Евересті
- Ганс Флорін[en] (1964 -) — швидкісний альпініст, підйом на Ель-Капітан (2012) in 2:36:45
- Джеймс Дейвід Форбс (1809—1868) — Велика Британія, перший британець на Юнгфрау
- Чарлі Фовлер (1954—2006) — США, вільний скелелаз і високогірний альпініст
- Мік Фовлер (1956 -) — Велика Британія, дослідник і альпініст, переможець Пйолет Д'Ор (2003)
- Дуглас Фрешфілд (1845—1934) — Велика Британія, Alps, Scotland, Himalayas, Pyrenees
- Том Фрост — США, скелелаз, перші сходження на великі стіни долини Йосеміті
- Ванг Фуджов (1935—2015) — Китай, перший підйом на північну частину Евереста, перший підйом на Шишабангму

## G

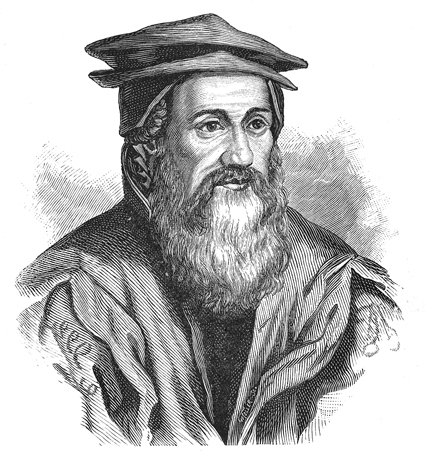
Конрад Гесснер

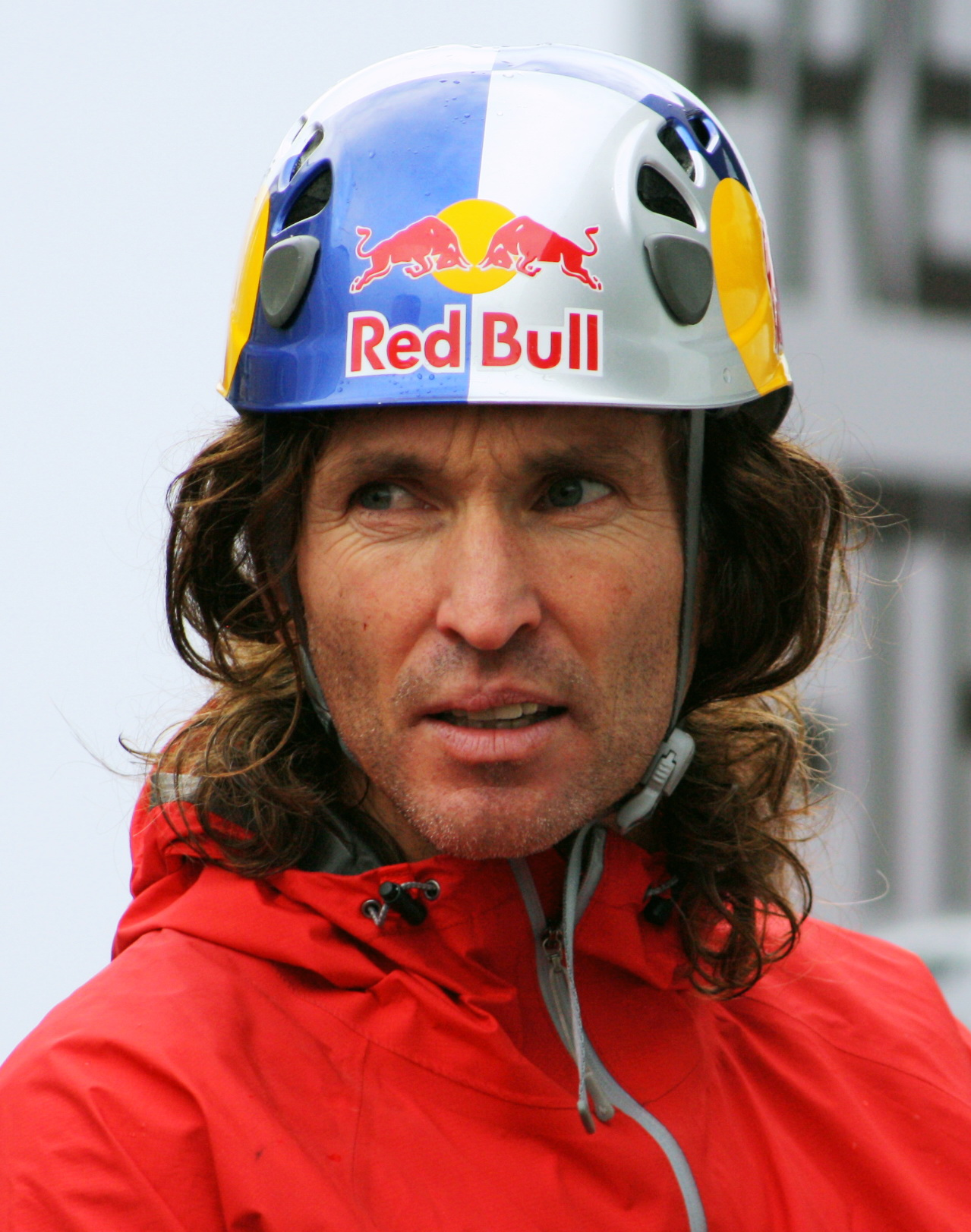
Стефан Гловач

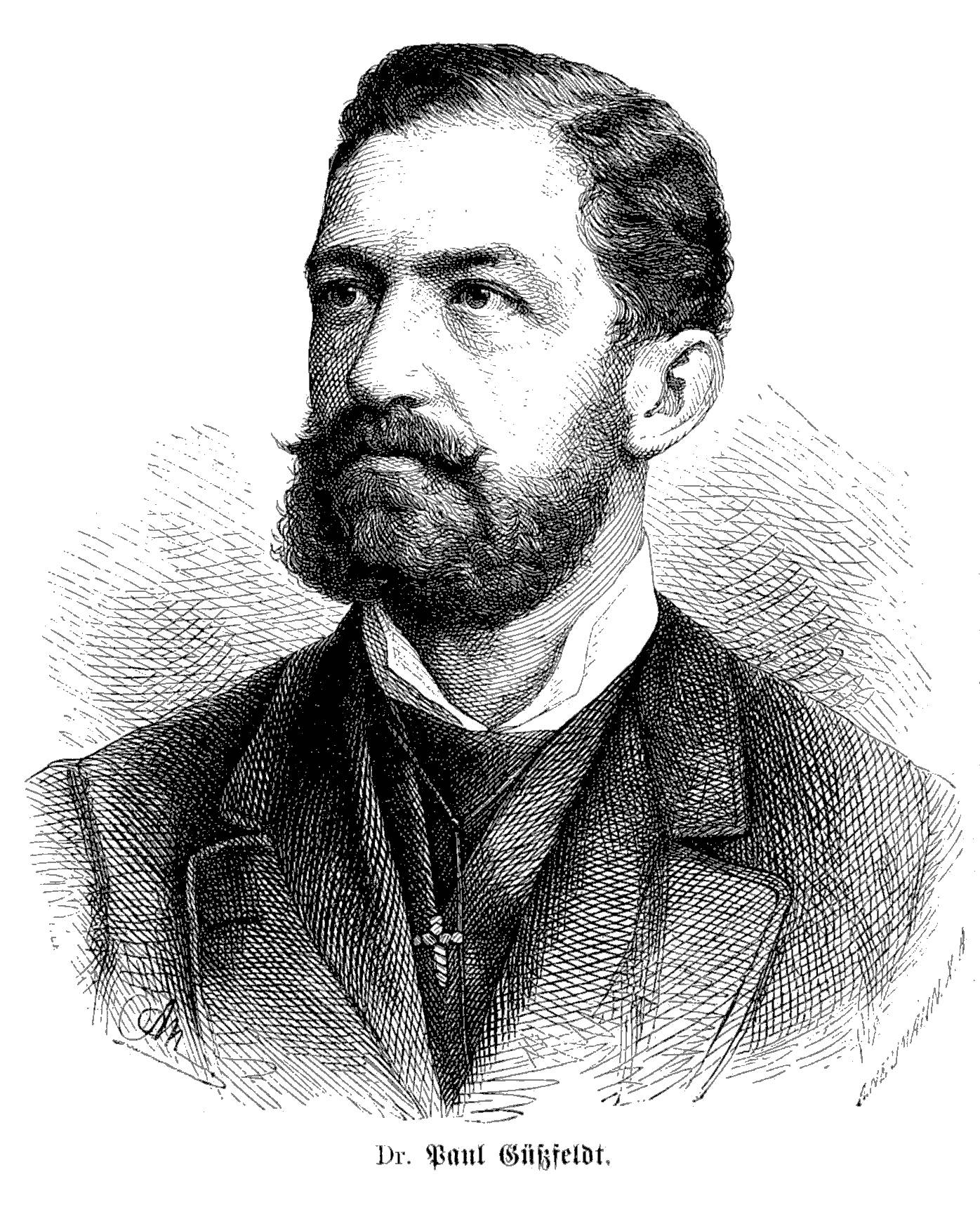
Пол Гюссфельдт

- Патрік Габарру (1951 —) — Франція, перші підйоми на Масив Монтбланк
- Вілл Гадд (1967 —) — Канада, різні шляхи, в тому числі перша траса M12
- Ришард Гаєвський
- Ірина Галай (1988 —) — Україна, перша українка, котра здійснила сходження на Еверест (2016).
- Лене Гаммелгаард — Данія, автор Climbing High, перша дан
- Хоао Гарсія (1967 —) — Португалія, перший португалець на Евересті і 10-тий в списку покорителів всіх восьмитисячників (1993—2010)
- Роландо Гаріботті (1971 —) — Аргентина/США, Фіцрой, Серро-Торре
- П'єр Гаспар (1834—1915) — Франція, перший підйом на Ла Мейж з сином та Еммануель Буалу де Кастеллю
- Чанда Гаєн (1979—2014) — Індія, перша жінка з західного Бенгалу на Евересті, померла на західній частині Канченджанґа
- Лакпа Гелу (1967 —) — Непал, 12 підйомів на Еверест
- Лестер Гермер (1896—1971) — США, пілот винищувача під час І світової війни і скелелаз
- Конрад Гесснер (1516—1565) — Швейцарія, натураліст і ранній альпініст в Альпах
- Джон Гілл (1937 —) — США, батько сучасного боулдерінгу
- Стефан Гловач (1965 —) — Німеччина, професійний скелелаз
- Алессандро Гогна (1946 —) — Італія, альпініст, мандрівник та гід
- Ден Гудвін (1955 —) — США, скелелаз, будівельний альпініст, зійшов на Всесвітній торговий центр, Вілліс-Тауер, Джон Генкок Центр і Сі-Ен Тауер
- Дейв Грахам (1981 —) — США, скелелаз і боулдеріст
- Тормод Гренхайм (1974 —) — Норвегія, альпініст та екстремальний скелелаз, перший спуск на лижах по північній стороні Евересту (2006)
- Хлої Графтуа (1987—2010) — Бельгія, спортивний альпініст, скелелаз
- Вільям Спотсвуд Грін (1847—1919) — Нова Зеландія, Селкіркс
- Пол Грохманн (1838—1908) — Австрія, численні перші підйоми в 19-му столітті
- Майкл Грум (1959 —) — Австралія, підйоми на Lhotse, Канченджанґу, К2 і Еверест без кисню
- Бер Гриллс (1974 —) — у 1998, в віці 23, наймолодший британець підкоривший Еверест
- Волфганг Гюлліш (1960—1992) — Німеччина, скелелаз і боулдерінгіст, перший в шкалі 5.14д — Екшн Дайрект (1991)
- Пол Гюссфельдт (1840—1920) — Німеччина, перший підйом на Егью Бланш де Пьєтр і Пік Сцерсен, перший європеєць на Аконкагуа (1883)
- Вейкка Густафссон (1968 —) — Фінляндія, всі восьмитисячники (1993—2009)
- Джессі Гутрі — один з піонерів спортивного скелелазання у США

## Г

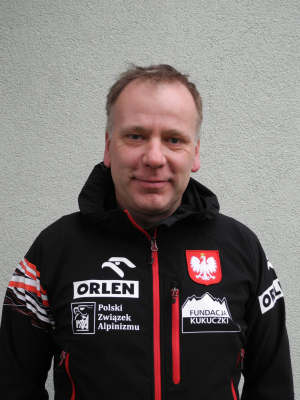
Артур Гайзер

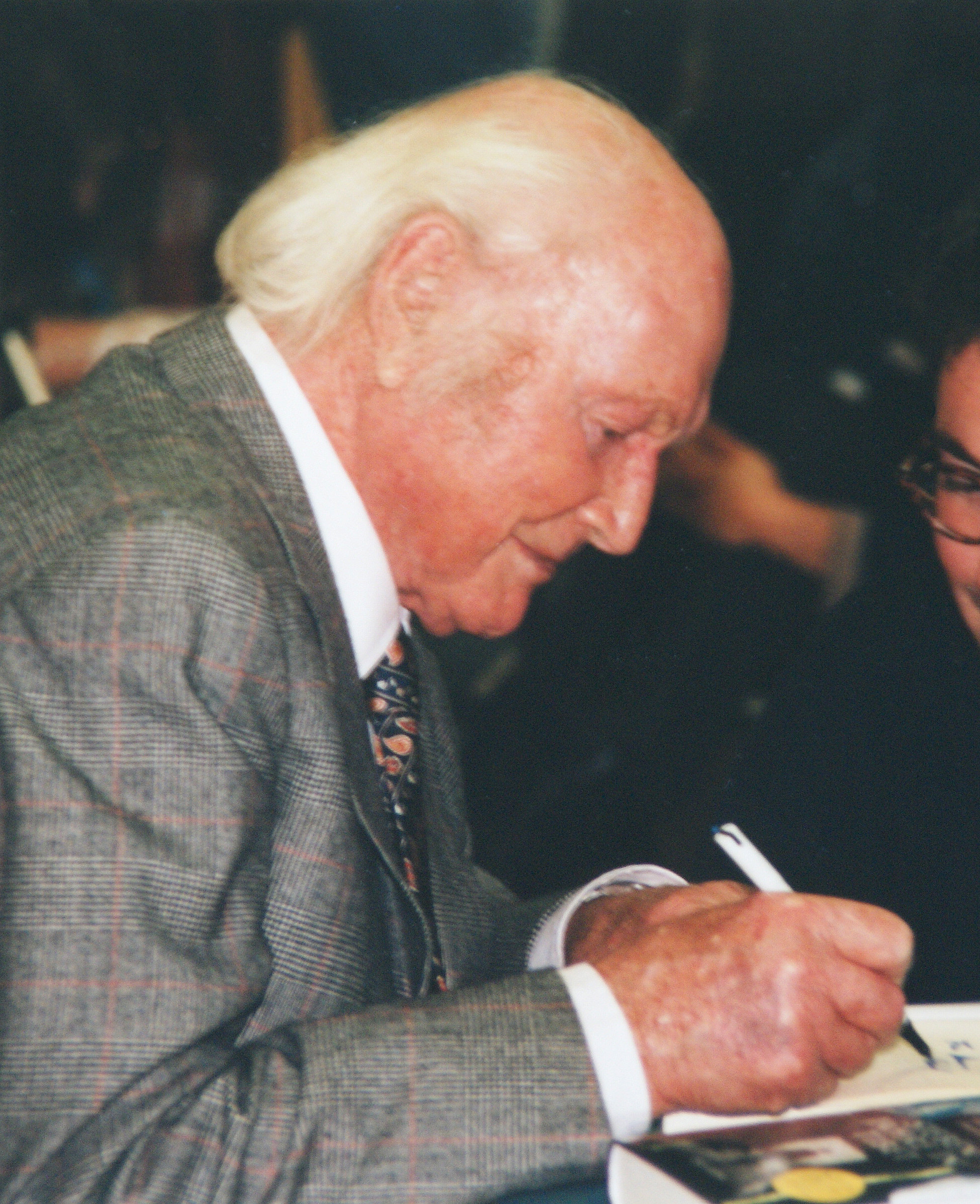
Гейнріх Гаррер

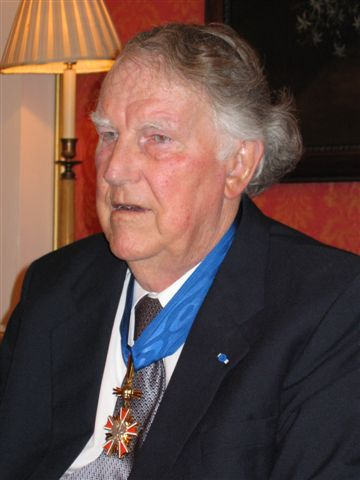
Едмунд Гілларі

- Петер Габелер (1942 —) — Австрія, перший підйом без додаткового кисню — Еверест (1978) з Месснером
- Дуґлас Роберт Гадов[en] (1846—1865) — Велика Британія, помер під час підйому на Маттергорн (1865)
- Дейв Ган[en] — США, 11 підйомів на Еверест, 26 підйомів на Масив Вінсон, 19 підйомів на Деналі
- Артур Гайзер
- Лінкольн Голл (1956—2012) — Австралія, врятований на 8 700 м спуску з Евересту (2006)
- Роб Голл (1960—1996) — Нова Зеландія, Сім вершин в сім місяців, помер під час нещасного випадку на Еверест
- Пітер Гардінг (1924—2007) — Велика Британія, видатний альпініст 40-х років
- Воррен Дж. Гардінг (1924—2002) — перший підйом на Ель-Капітан
- Алісон Гаргрівс (1963—1995) — Велика Британія, перша жінка без асисти на Евересті (1995), померла під час спуску з К2
- Джон Гарлін (1934—1966) — Велика Британія, піонер прямого шляху, помер на північній частині Айгера
- Гейнріх Гаррер (1912—2006) — Австрія, перший підйом на північну сторону Айгера (1938) та Пунчак-Джая (1962), автор книги Сім років в Тибеті
- Джінетт Гаррісон (1958—1999) — Велика Британія, Сім вершин, перша жінка на вершині Канченджанґа (1998), померла на Дхаулагірі
- Дуглас Гатсон (1940—1977) — Шотландія, перший підйом на південній частині Аннапурни (1970), померла під час лавини в Лейзен
- Елізабет Гавкінс-Вітшед (1860—1934) — Велика Британія, піонер альпінізму, гірський фотограф, автор
- Андреас Гекмайр (1906—2005) — Німеччина, перший підйом на північну частину Айгера (1938)
- Зигмунт Анджей Гейнріш
- Гарі Геммінг (1934—1969) — США, перший підйом на південну сторону Егюї дю Фуа
- Зігфрід Герфорд (1891—1914) — Велика Британія, перший підйом на Скафелл (1914)
- Дерек Герсі (1956—1993) — Велика Британія, багато вільних підйомів в США
- Мауріц Ерцог (1919—2012) — Франція, вів експедицію на Аннапурну (1950) (перший восьмитисячник)
- Том Гіґґінс (1944 —) — США, перший вільний підйом в США і в Франції
- Лінн Гілл (1961 —) — США, перший вільний підйом на Ель-Капітан, Йосеміте (1993)
- Сенді Гілл (1955 —) — США, сім вершин
- Едмунд Гілларі (1919—2008) — Нова Зеландія, перший підйом на Еверест (1953) з Тензінг Норгей
- Алан Гінкс OBE (1954 —) — Велика Британія, перший британець, який підкорив всі восьмитисячники
- Андреас Гінтерштойссер (1914—1936) — Німеччина, спроба підйому на північну сторону Айгер (1936) з Тоні Курз, обидвоє померли під час спуску
- Юдзі Хіраяма (1969 —) — Японія, чемпіон світу 1998, 2000
- Марті Гої (1951—1982) — США, помер на Евересті
- Чарлс Ф. Гофманн (1838—1913) — США, картограф і альпініст, кілька перших сходжень на Сьєрра-Неваду
- Джім Голловей (1954 —) — США, можливо, перший досяг рівня В11+
- Алекс Гоннольд (1985 —) — США, вільний підйом на північно-західну частину Хаф-Доум (2008) і Мунлайт Баттресс в Зайон (2008)
- Том Горнбейн (1930 —) — США, перший підйом на західну частину Евересту (1963)
- Стів Гаус (1970 —) — США, сольний підйом на К7 (2004), перший підйом на Нангапарбат (2005)
- Чарльз Г'юстон (1913 —2009) — США, перший підйом на гору Форакер (1934), підйоми на К2 у 1938 та 1953 роках
- Александер Губер і Томас Губер (1968, 1966) — Німеччина, вільні підйоми на Йосеміте, рекорд швидкості підйому на Ель-Капітан
- Чарльс Г'юдсон (1828—1865) — Велика Британія, перший підйом на Монте-Роза (1855), Маттергорн (1865), помер під час спуску з Маттергорн
- Томаз Гумар (1969—2009) — Словаччина, Золотий льодоруб (1996) нова траса Ама Даблам, solo Dhaulagiri south wall
- Александер фон Гумболдт (1769—1859) — Німеччина, Чимборасо
- Генрі Сесіл Джон Гант (1910—1998) — США, лідер, експедиція на Еверест 1953

## I
- Марсель Ічак (1906—1994) — Франція, зняв першу французьку експедицію в Гімалаях Каракорам (1936) і другу на Аннапурні (1950)
- Дімітар Ілієвський (1953—1989) — Македонія, перший македонець на Евересті, помер під час спуску
- Ульріх Індербінен (1900—2004) — Швейцарія, гід, 371 підйом на Маттергорн, останній підйом в віці 90 років
- Альберто Інурратегі (1968 —) — Іспанія, наймолодший альпініст, піднявся на всі восьмитисячники в віці 33 років (4 без додаткового кисню)
- Ендрб Ірвін (1902—1924) — Велика Британія, помер на Евересті з Джорджем Маллорі (1924)
- Роберт Лок Грахам Ірвінг (1877—1969) — Велика Британія, альпійській педагог та автор

## J

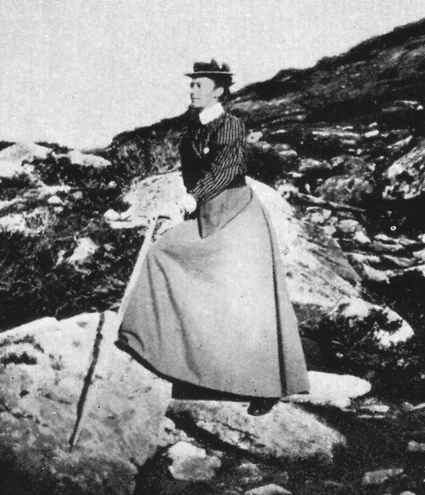
Маргарет Джексон

- Джон Джексон (1921—2005) Велика Британія, перший підйом по трасі Джексонс
- Маргарет Джексон (1843—1906) — Велика Британія, pioneer female mountaineer in the Alps
- Ніколя Єгер (1946—1980) — Франція, перший француз на Евересті
- Нарендра Дхар Джаяль ( — 1958) — Індія, перший директор гімалайського інституту альпінізму
- Ганеш Єна (1972 —) — Індія, перший чоловік з Одіші на Евересті
- Джіммі Джевелл (1953—1987) — Велика Британія, соліст скелелазіння
- Константи Йодко-Наркєвіч
- Рагхав Йонея (1997 —) — Індія, наймолодший індієць на Евересті
- Кевін Джорджсон (1984 —) — США, перший вільний підйом по стіні Давн Волл на Ель-Капітан

## K

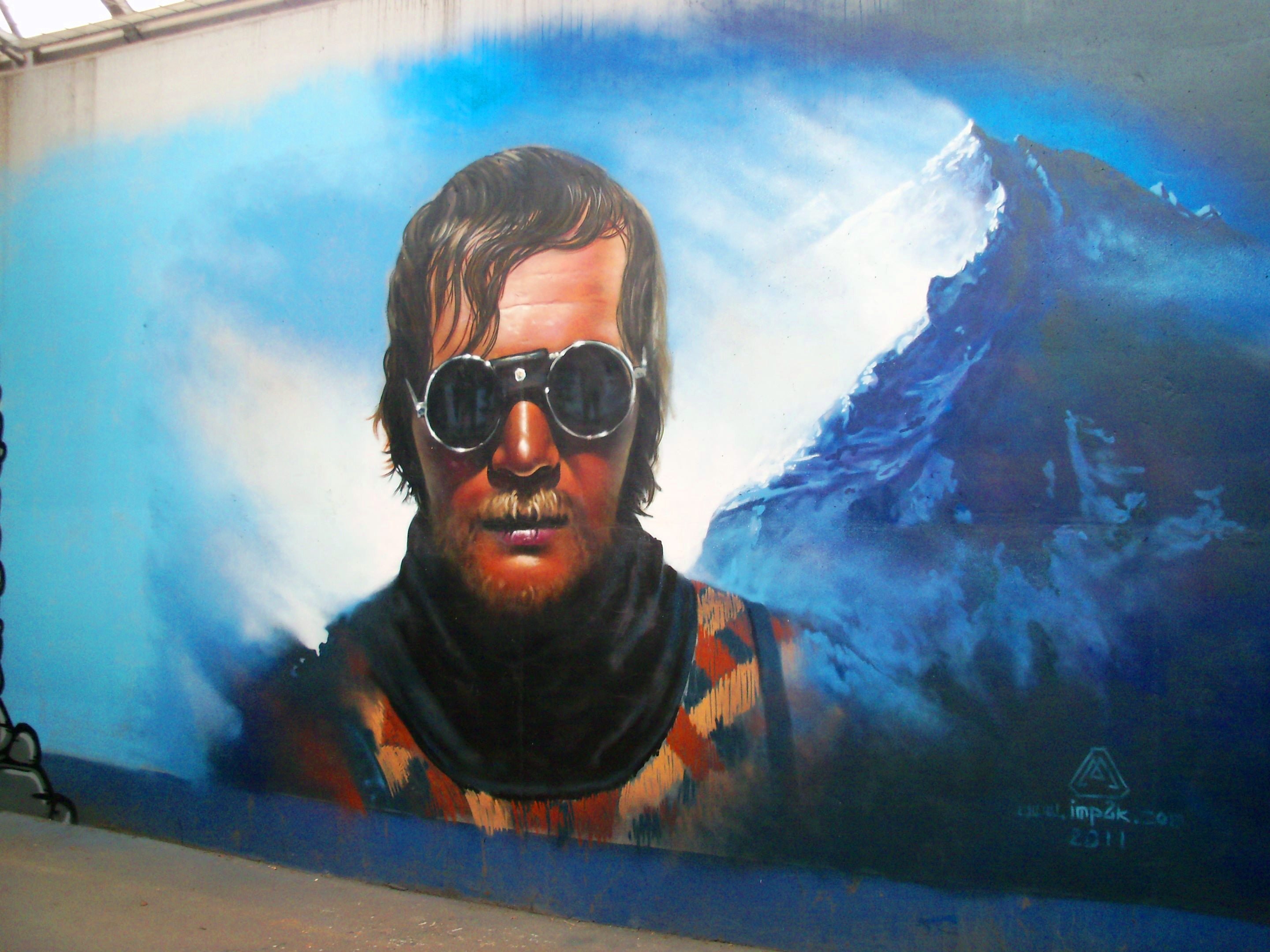
Єжи Кукучка

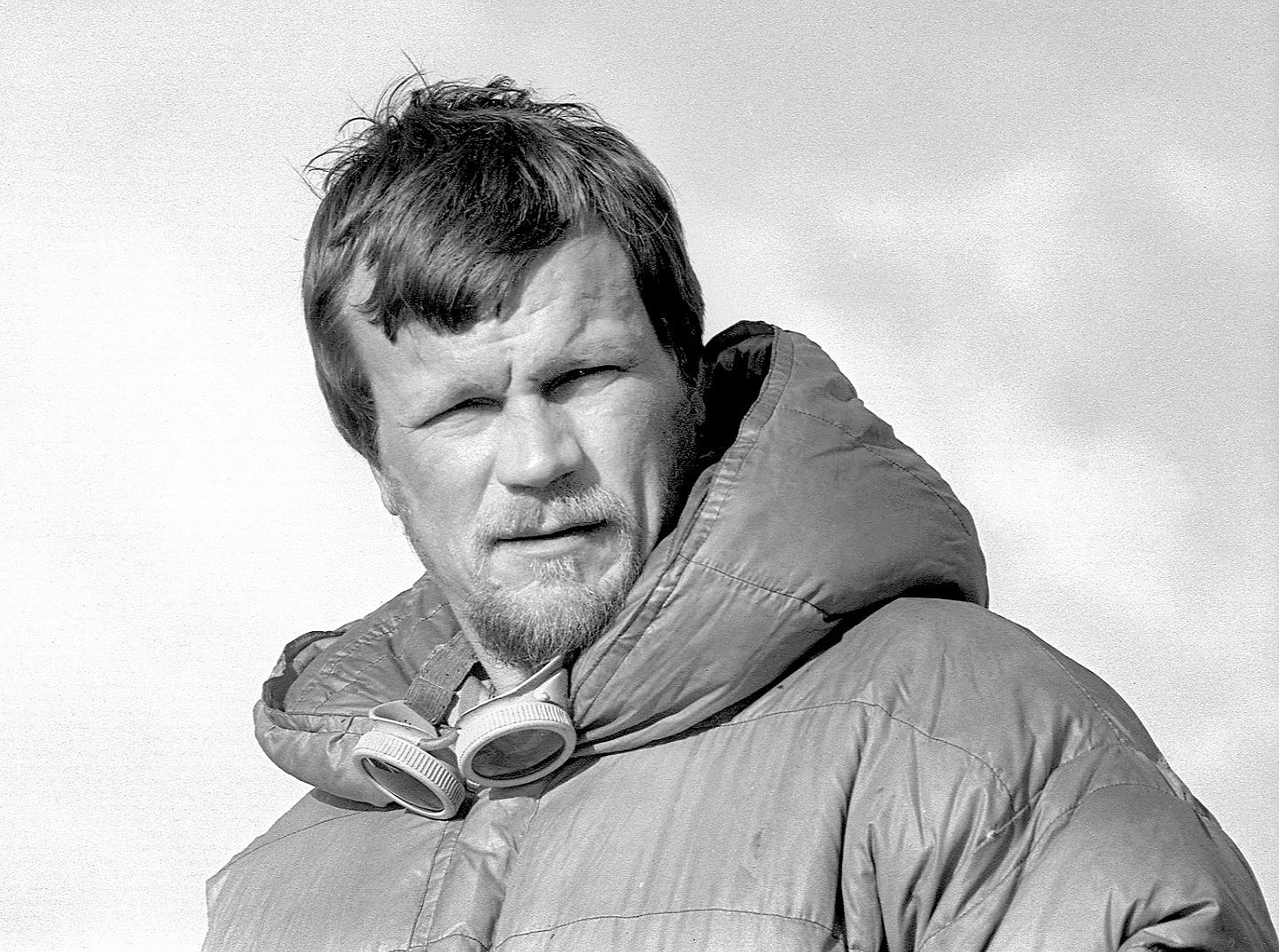
Яаан Куннап

- Конрад Кайн (1883—1934) — Австрія/Канада, понад 50 перших підйомів на Канадські Скелі, Гора Робсон
- Герлінде Кальтенбруннер (1970 —) — Австрія, перша жінка, яка покорила всі 14 восьмитисячників без додаткового кисню
- Боб Кампс (1931—2005) — США, піонер золотого віку Йосемітського альпінізму і 5.10 & 5.11 шляхи в Америці
- Харіш Кападья (1945 —) — Індія, гімалайський ветеран
- Мєчисвав Карвовіч
- Фрітз Каспарек (1910—1954) — Австрія, перші підйоми на північну сторону Айгер
- Рон Кавк (1957 —) — США, альпініст, багато підйомів на Йосеміте, трюки для голлівудських фільмів про скелелазіння
- Роберт Каєн (1959 —) — США, альпініст, професор, вчений, перший сольний підйом на Ель-Капітан
- Дора Кіін (1871—1963) — США, 8 підйомів на першокласні вершини Альп, член королівського географічного товариства, 1914
- Пат Келлі ( — 1922) — Велика Британія, гірський альпініст і засновник клубу Піннакл
- Едвард Шірлі Кеннеді (1817—1898) — Англія, перший підйом на Монте Дісграція, Монтбланк дю Такуль
- Мікхаїл Кхергіяні (1932—1969) — Джорджія, триразовий чемпіон СРСР альпінізму і семиразовий чемпіон СРСР по стрибках на скелях
- Кларенс Кінг (1842—1901) — США, геолог та альпініст, перший директор геологічної служби США, перший підйом на Тіндалл
- Енді Кіркпатрік (1971 —) — Велика Британія, льодовий альпініст, мотиваційний спікер
- Колін Кіркус (1910—1942) — Велика Британія, альпініст та скелелаз
- Зигмунт Клеменсєвіч — Польща
- Крістьян Клакер (1853—1928) — Швейцарія, гід, перший асценціоніст по гірському масиві Берніна та Брегаглії
- М. С. Кохлі (1931 —) — Індія, лідей індійської експедиції на Еверест (1965)
- Лейон Кор (1938 —) — США, скелелаз і альпініст, автор книги За вертикаллю
- Дай Коямада (1976 —) — Японія, спортивний альпініст і боулдерінг
- Джон Кракаувер (1954 —) — США, автор та скелелаз, Еверест (1996), автор серії статей про Айгер Дрімс, та книг: В дикій природі і У розрідженому повітрі
- Ханс Краус (1905—1995) — Австрія, піонерський альпініст і один із батьків спортивної медицини і медичної реабілітації
- Гюран Кропп (1966—2002) — Швеція, поїздка на велосипеді зі Швеції, всхід на Еверест без кисню та поіздка назад(1996)
- Юльюс Кугі (1858—1944) — Австрія, вважається батьком сучасного альпінізму в Юлійських Альпах
- Єжи Кукучка (1948—1989) — Польща, друга людина, яка взійшла на всі восьмитисячники (9 нових шляхів), підйом взимку на 4 восьмитисячники, єдина людина, яка взимку взійшла аж на два восьмитисячники
- Владисвав Кульчиньський — Польща
- Колонель Нарендра Кумар (1933 —) — Індія, підйом на Сіачен, гімалайський ветеран
- Яаан Куннап (1948 —) — Естонія, альпініст та фотограф
- Януш Курчаб — Польща
- Войцєх Куртика (1947 —) — Польща, піонер альпійського стилю у високих горах
- Тоні Курц (1913—1936) — Німеччина, спроба піднятись на північну сторону Айгера у 1936, помер під час спуску

## L
- Константін Лакатусу (1961 —) — Румунія
- Луї Лашеналь (1921—1955) — Франція, перший підйом на Аннапурну (1950), з Мауріц Герцог; died skiing in Chamonix
- Жан-Крістоф Лафаель (1965—2006) — Франція, 11 восьмитисячників без додаткового кисню; помер наМакалу
- Реймонд Ламберт (1914—1997) — Швейцарія, досягнув 8611 м, найвища висота на той час (1952), з швейцарською експедицією на Евересті
- Саманта Ларсон (1988 —) — США, наймолодша людина, яка підкорила всі сім вершин в віці 18 років (2007)
- Філіп Лінг (2006) — Австралія, врятував двох травмованих Шерпів на горі Пуморі (7167 м), Непал
- Піт Ливсей (1943—1998) — Велика Британія, впливовий альпініст у 1970-х роках
- Джон Лонг (1953 —) — США, Альпініст і письменник; Автор серії Як скелелазіти
- Ерхард Лоретан (1959—2011) — Швейцарія, 14 восьмитисячників (1982—1995)
- Алекс Лов (1958—1999) — США, взібрався на Вежі Транго, Ракекнівен в Антарктиді та Сейл Пік на Баффіновій Землі; помер на Шишабангмі
- Джордж Лов (1924—2013) — Нова Зеландія, останній виживний член британської експедиції на Джомолунгму у 1953
- Джефф Лов (1950 —) — США, понад 1000 підйомів на американські та канадські скелясті гори, Альпи та Гімалаї
- Фрітз Люшсінгер (1921—1983) — Швейцарія, перший підйом на Лхоцзе (1956)

## M

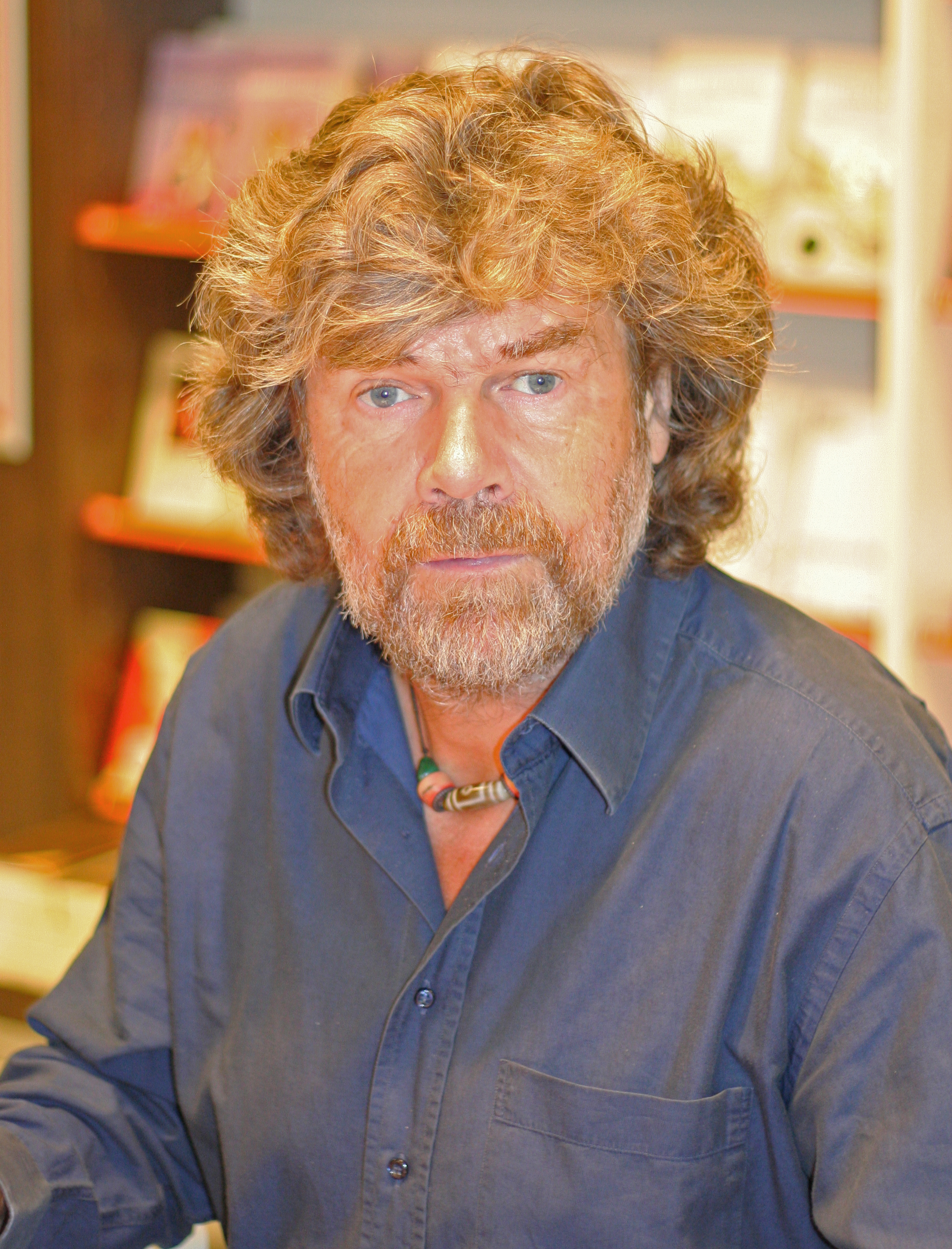
Райнгольд Месснер

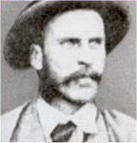
Томас Миддлмор

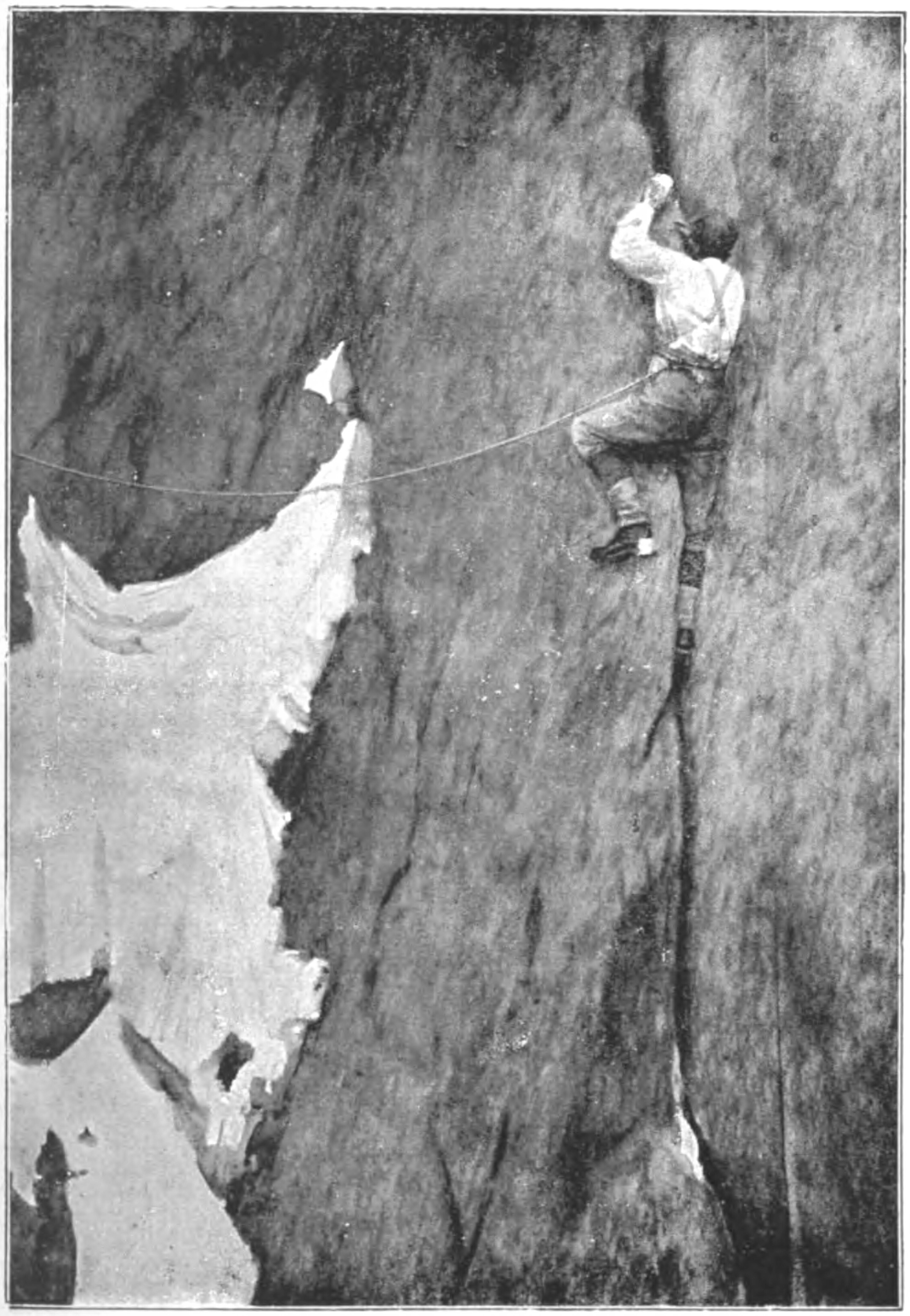
Альберт Ф. Муммері

- Тім Макартні-Снейп (1956 —) — Австралія, Еверест (1984), перший, хто взібрався на Еверест починаючи з рівня моря (1990)
- Дейв МакЛеод (1978 —) — Шотландія, заснував перший світовий Е11
- М. Магендран (1963 —) — Малайзія, Еверест (1997)
- Насух Махрукі (1968 —) — Туреччина, Сніговий Леопард, перший турецький та мусульманський альпініст, який зійшов на гору Еверест
- Януш Маєр (1946 —) — Польща, альпініст, гімалаїст та мандрівник
- Макі Юко (1894—1989) — Японія, перші підйоми на північний хребет Айгера, Альберта; перший підйом взимку на гору Ярі; повів експедицію на Манаслу
- Антоні Мальчевський
- Таші і Нунгші Малік (1991) — Індія, перші жінки-близнюки, які разом взійшли на Еверест (2013), перші брати і сестри близнюки, які покорили сім вершин, перші близнюки та наймолодша жінка і перші вихідці з Південної Азії, які здобули Explorers Grand Slam та виконали Змагання Трьох Полюсів[3][4][5][6]
- Джордж Маллорі (1886—1924) — Велика Британія, ініціював хронологію покоріння Джомолунгми та заініціював дві експедиції на Еверест у 1922 і 1924 роках, помер на висоті 8, 150 м.
- Серджіо Мартіні (1949 —) — Італія, сім підйомів на всі восьмитисячники (1983—2000)
- Марі Марван (1875—1963) — Франція, перша жінка, яка зуміла взійти на більшість піків в французьких та climb most major peaks in French and швейцарських альпах (1903—1907)
- Вільям Метьюс (1828—1901) — Велика Британія, засновник альпійського клубу, перший підйом на Монте Візо, Гранде Кассе
- Шанталь Модві (1964—1998) — Франція, шість восьмитисячників без додаткового кисню, помер на Дхаулагірі
- Джон Оуклі Монд (- 1902) — Велика Британія, перші підйоми на масив Монтбланк
- Ейлем Еліф Мавіс (1973 —) — Туреччина, перша жінка турецького походження, яка взійшла на Еверест (2006)
- П'єр Мазу (1929 —) — Франція, партнер по скелелазінню Вальтера Бонатті, перший француз на Евересті (1978)
- Даньєль Мазур (1960 —) — США, численні підйоми на Гімалаї
- Стів МакКлюр (1970 —) — Велика Британія, перший британець, який двічі взібрався на 9А
- Дункан МакДуффі (1877—1951) — США, підйоми на Сьєрру-Неваду
- Річард МакГован (1933—2007) — США, перший вдалий підйом США на Еверест, міжнародна гімалайська експедиція (1955)
- Аммон МакНіллі (1970 —) — США, швидкісні рекорди і визначні перші одноденні сходження на Ель-Капітан, Йосеміте та стіни Зіона
- Алан Мезілі (1949 —) — Франція, оспорюване сходження на Фіцрой (1970) з Рікардо Арзела,[7] піонерські шляхи в Болівії
- Райнгольд Месснер (1944 —) — Італія, першим взійшов на всі восьмитисячники (1970—1986) і то без додаткового кисню, перший підйом без додаткового кисню на Еверест з Пітером Хабелером (1978), перший підйом соло на Еверест (1980)
- Джон Міддендорф (1959 —) — США, скелелаз, перший підйом на східну стіне Вежі Транго (1992)
- Томас Миддлмор (1842—1923) — Велика Британія, перший підйом на Монтбланк та масив Берніна і Бернінські Альпи
- Гвен Моффат (1924 —) — Велика Британія, автор книги Простір під моїми ногами (1961)
- Джеррі Моффат (1963 —) — Велика Британія, спортивний альпініст та боулдінгер
- Сільвіо Мондінеллі (1968 —) — Італія, 13-тий в списку людей, які взійшли на всі восьмитисячники (6-тий в списку — без додаткового кисню)
- Бен Мун (1966 —) — Велика Британія, спортивний альпініст та боулдінгер, встановив перший світовий F8C+
- Адольфус Ворбуртон Мур (1841—1887) — Велика Британія, перший підйом на Великий Фішерхорн, Барр-дез-Екрен, Пік Розег, Обер Габельхорн
- Фрітз Моравек (1922—1997) — Австрія, перший підйом на Гашербрум II (1956)
- Пйотр Моравський (1976—2009) — Польща, багато підйомів на восьмитисячники, помер під час експедиції на Манасу
- Ніа Морін (1905—1986) — Велика Британія, скелелаз і альпініст
- Сімоне Моро (1967 —) — Італія
- Патрік Морров (1952 —) — Канада, першим виконав підкорення гір за списками «Басса» та «Месснера» — списки семи вершин (1986)
- Томас Мразек (1982 —) — Чехословаччина, скелелаз, чемпіон світу 2003, 2005, переможець Кубку світу 2004
- Джон Муїр (1838—1914) — Шотландія, природознавець і альпініст, підйоми в Каліфорнії та Алясці
- Норрі Муїр (1948 —) — Шотландія, перший зимовий асценціоніст у Шотландії
- Альберт Ф. Маммері (1855—1895) — Велика Британія, Alpine and Himalayan pioneer, killed on Nanga Parbat
- Дон Мундей (1890—1950) — Канада, альпініст та дослідник, чоловік Філліс Мундей, досліджував регіон довкола гори Ваддингтон
- Філліс Мундей (1894—1990) — Канада, альпініст та дослідник, досліджувала регіон довкола гори Ваддингтон
- Маллі Мастан Бабу (1974—2015) — Індія, альпініст та дослідник, встановив світовий рекорд по сходженню на всі сім вершин протягом 172 днів

## T
- Владислав Терзиул (1953 —2004) — Україна, першим серед альпіністів колишнього СРСР піднявся на всі чотирнадцять «восьмитисячників» планети, завоювавши цим титул «Корона Землі».
- Михайло Туркевич (1953 —2003) — Україна, майстер спорту міжнародного класу (1982), багаторазовий організатор експедицій у Гімалаї, підкорювач Евересту (перше нічне сходження на «восьмитисячник») та Лхоцзе (південна стіна, першосходження).

## Я
- Збігнев Яворовський (1927 — 2011) — польський лікар та альпініст.
- Тетяна Яловчак (1979 —) — Україна, перша українка, член всесвітнього неформального альпіністського «Клубу семи вершин» (2017).